# Время твоей жизни (телесериал)
«Время твоей жизни» (англ. Time of Your Life) — американский телесериал 1999—2000 годов с Дженнифер Лав Хьюитт в главной роли. По сути «Время твоей жизни» является спин-офф популярного американского молодёжного сериала 90-х «Нас пятеро». Героиня Хьюит — Сара была в «Нас пятеро» со второго по шестой сезон и благополучно перекочевала в новый сериал.

## Сюжет
Главная героиня — Сара отправляется в Нью-Йорк на поиски своего биологического отца. По пути в Нью-Йорк Сара находит много новых друзей.

## В ролях

### Основной состав
- Дженнифер Лав Хьюитт
- Дженнифер Гарнер
- Поли Перретт
- Джина Равера
- Джонатон Шек
- Диего Серрано

### Второстепенный состав
- Элизабет Митчелл
- Уэнтуорт Миллер
- Скотт Вульф
- Алан Штиль
- Эрик Матени
- Фэй Грант

## Список эпизодов
Ниже представлен список эпизодов телевизионного сериала «Время твоей жизни» в порядке их выхода на ТВ в США на канале Fox.
| №  | Серия                                             | Оригинальное название                        | Дата выхода в эфир |
| -- | ------------------------------------------------- | -------------------------------------------- | ------------------ |
| 1  | «Время, когда она приезжает в Нью-Йорк»           | The Time She Came to New York                | октябрь 25, 1999   |
| 2  | «Время, когда Сара нашла Ши-Тцу»                  | The Time Sarah Got Her Shih-Tzu Together     | ноябрь 1, 1999     |
| 3  | «Время, когда они покинули вечеринку»             | The Time They Threw That Party               | ноябрь 8, 1999     |
| 4  | «Время, когда она собрала аншлаг»                 | The Time She Got Mobbed                      | ноябрь 15, 1999    |
| 5  | «Время, когда они собрались на День Благодарения» | The Time They All Came Over for Thanksgiving | ноябрь 22, 1999    |
| 6  | «Время, когда нужно говорить правду»              | The Time the Truth Was Told                  | ноябрь 29, 1999    |
| 7  | «Время, которого у них не было»                   | The Time They Had Not                        | декабрь 13, 1999   |
| 8  | «Время, когда приближается Миллениум»             | The Time the Millennium Approached           | декабрь 20, 1999   |
| 9  | «Время, когда они решили встречаться»             | The Time They Decide to Date                 | январь 10, 2000    |
| 10 | «Время, когда ей стукнуло 21»                     | The Time She Turned 21                       | январь 24, 2000    |
| 11 | «Время, когда нужно немного эротики»              | The Time They Got E-Rotic                    | июнь 14, 2000      |
| 12 | «Время, когда все меняется»                       | The Time Everything Changed                  | июнь 21, 2000      |
| 13 | «Время, когда они боялись большого города»        | The Time They Were Scared of the City        | только на DVD      |
| 14 | «Время, когда они жульничали»                     | The Time They Cheated                        | только на DVD      |
| 15 | «Время, когда она заболела»                       | The Time She Made a Temporary Decision       | только на DVD      |
| 16 | «Время, когда они нашли решение»                  | The Time They Found a Solution               | только на DVD      |
| 17 | «Время, когда они оказались заняты»               | The Time They Got Busy                       | только на DVD      |
| 18 | «Время, когда они нарушили закон»                 | The Time They Broke the Law                  | только на DVD      |
| 19 | «Время, когда Он спасает ситуацию»                | The Time He Saved the Day                    | только на DVD      |